# Richard Löwenherz und die Kinder Gottes
Richard Löwenherz und die Kinder Gottes (Originaltitel: Lionheart) ist ein US-amerikanisch-ungarischer Abenteuerfilm des Regisseurs Franklin J. Schaffner aus dem Jahr 1987.

## Handlung
Der junge Ritter Robert Nerra kommt nach dem Tod seines Bruders nach Paris im Frankreich des 13. Jahrhunderts. Dort beginnt er sich um zwei Waisenkinder zu kümmern, die sich zusammen mit ihm den Kreuzzügen von Richard Löwenherz anschließen wollen. Doch die Kinder werden vom schwarzen Prinzen bedroht, der zahlreiche Waisenkinder versklavt. Unterwegs auf ihrer Reise schließen sich immer mehr Kinder Nerra an, die ebenfalls auf der Flucht vor dem schwarzen Prinzen sind.

## Hintergrund
Das von Menno Meyjes und Richard Outten nach einer Geschichte von Meyjes geschriebene Drehbuch behandelt die historischen Ereignisse des Kinderkreuzzuges von 1212.
Eigentlich plante Francis Ford Coppola bei dem Projekt selbst die Regie zu übernehmen, überließ den Regiestuhl dann aber seinem Kollegen Franklin J. Schaffner und beteiligte sich somit nur an der Produktion des Films. Die Produktion verfügte über ein hohes Budget und wurde überwiegend an Schauplätzen in Ungarn und Portugal gedreht. Aufgrund schlechter Kritiken und wenig Zuschauern war der Film nur kurz in den internationalen Kinos zu sehen.

## Kritik
„Einfach strukturierter, aber aufwendig ausgestatteter Abenteuerfilm, der sich ohne Anspruch auf historische Genauigkeit an die Ereignisse im Umfeld des Kinderkreuzzugs von 1212 anlehnt.“

„Einer der letzten Filme von Regisseur Franklin J. Schaffner (Papillon, Planet der Affen), der hier eine historisch verbürgte Geschichte aus dem Mittelalter aufwändig – wenn auch nicht gerade einfallsreich – verarbeitete.“

„Erbauliche Epik für die christliche Jugend.“